# Мендзижеч
Мендзижеч, Мєндзижеч (пол. Międzyrzecz, нім. Meseritz) — місто в західній Польщі, на річках Обра та Паклиця.
Адміністративний центр Мендзижецького повіту Любуського воєводства.

## Географія
Місто розташоване на рівнині, у північно-західній частині Великопольської низовини, за 11 км від давнього кордону Бранденбургу.

## Історія
Дитмар Мерзебурзький згадував у своїй хроніці про існування абатства в Мендзижечі у 1005 році. Ймовірно, вже тоді, окрім монастиря Римо-католицької церкви, існувало городище, яке 1095 року захопили поморяни та укріпили його. Король Владислав Герман наказав своєму воєводі Сецехові (пол. Sieciech) відновити контроль над городищем (містом), відправивши разом з ним свого сина — десятирічного королевича Болеслава. Воєвода мав намір відступити, оскільки в теплі пори року копати в болотистому ґрунті рови для полегшення підходу до замку не було доречним. Дочекавшись зими, коли болотистий ґрунт замерзне, вояки короля, підійшовши впритул під мури, таки змогли взяти Мендзижеч, а залога домовилася, що буде мати можливість вільного виходу. Місто перебувало під контролем поляків до смерті короля Болеслава III Кривоустого (1085—1138), після чого його знову захопили поморяни. Поляки повернули над містом і замком до середини XIII століття, бо тоді каліський князь Болеслав віддав наказ розширити замкові вали і перекопи. За часів правління короля Казимира III Мендзижеч знову належав полякам, а сам правитель сприяв зміцненню місцевої твердині. 1474 року сілезці разом з вояками короля Угорщини Матіаша Корвіна здобули та спалили місто, а замком заволоділи після того, як підкупили старосту Сендзівуя Жидовського (пол. Sędziwój Żydowski). 1485 року король Казимир IV Ягеллончик надав Мендзижечу магдебурзьке право. 1565 року король Сигізмунд II Август обрав місто як місце для проведення прикордонних ярмарків.
1811 року в місті було 394 доми. 1836 року в місті заснували реальну школу, на базі якої пізніше відкрили філологічну гімназію.

## Демографія
1811 року проживали 3414 мешканців, 1837 — 4598, з них 3443 — християни, 1155 — євреї (пол. Żydzi).
Демографічна структура станом на 31 березня 2011 року:
|          | Загалом | Допрацездатний вік | Працездатний вік | Постпрацездатний вік |
| -------- | ------- | ------------------ | ---------------- | -------------------- |
| Чоловіки | 9048    | 1679               | 6468             | 901                  |
| Жінки    | 9705    | 1618               | 5883             | 2204                 |
| Разом    | 18753   | 3297               | 12351            | 3105                 |

## Пам'ятки
- Мендзижецький замок

## Релігія
1259 року в місті існував костел святого Альберта (Войцеха), який імовірно давніше входив до складу монастирського комплексу. Староста Станіслав Мишковський віддав протестантам (лютеранам[джерело?]) римо-католицький костел, внаслідок чого місцевий пробощ Ян Лонцький (пол. Jan Łącki) змушено покинув місто.

## Цікаві об'єкти
Поблизу Мендзижеча розташований  Regenwurmlager  («Табір дощового черв'яка») — покинутий німецький укріплений район на заході Польщі.

## Відомі люди
- Мартін Фехнер (пол. Marcin Vechner) — сілезець, перший лютеранський пастор у місті[6]
- Ян Франконіус (пол. Jan Franconius) — релігійний діяч, аріянський міністр у місті[9]

### Каштеляни
- Анджей Ґурка
- Вінцентій з Шамотул
- Станіслав Остроруг

### Старости
- Станіслав Мишковський
- Станіслав Вінцентій Яблоновський